# Ronald Jackson (Leichtathlet)
Ronald „Randy“ Jackson (* 1953) ist ein ehemaliger kanadischer Sprinter, der sich auf den 400-Meter-Lauf spezialisiert hatte.
Bei den Panamerikanischen Spielen 1975 in Mexiko-Stadt gewann er Bronze in der 4-mal-400-Meter-Staffel.
1974 wurde er mit seiner persönlichen Bestzeit von 46,3 s Kanadischer Meister. 